# Martin Toft Madsen
Pour les articles homonymes, voir Madsen.
Martin Toft Madsen, né le 20 février 1985 à Birkerød, est un coureur cycliste danois. Il est membre de l'équipe BHS-PL Beton Bornholm.

## Biographie
Martin Toft devient champion du Danemark du contre-la-montre en 2016. Il conserve son titre en 2017.
En 2017, dans le cadre des Six Jours de Copenhague à la Ballerup Super Arena, il bat le record de l'heure pour un danois, vieux de plus de 40 ans lorsqu'il accompli 52,114 kilomètres en une heure. Le record danois était détenu par Ole Ritter depuis 1974. Il avait réalisé 48,879 kilomètres à Mexico. Après sa performance, Madsen est néanmoins contrôlé positif à  une substance DMBA, qui figure sur la liste interdite. Cependant, des enquêtes en laboratoire ont montré que la DMBA était présente dans un complément alimentaire léger acheté par un détaillant réputé. Par conséquent, il a juste reçu un avertissement, s'est vu supprimer son record et a été interdit de courir durant 40 jours. Le record national de l'heure est finalement battu quelques mois après par Mikkel Bjerg en 52,311 kilomètres. En janvier 2018, Madsen bat le record de peu en réalisant 52,324 kilomètres, mais il est à nouveau battu par Bjerg en octobre 2018 qui parcourt 53,730 kilomètres. 
Sélectionné pour représenter son pays aux championnats d'Europe de cyclisme sur route en 2018, il se classe dixième de l'épreuve contre-la-montre.
Fin juillet 2019, il est sélectionné pour représenter son pays aux championnats d'Europe de cyclisme sur route. Il s'adjuge à cette occasion  la neuvième place du contre-la-montre individuel.

## Palmarès
- 2015
  - 2e du championnat du Danemark du contre-la-montre par équipes
  - 3e du Duo normand (avec Mathias Westergaard)
- 2016
  -  Champion du Danemark du contre-la-montre
  - 2e du Duo normand (avec Lars Carstensen)
  - 3e du championnat du Danemark du contre-la-montre par équipes
  - 3e du Chrono des Nations-Les Herbiers-Vendée
- 2017
  -  Champion du Danemark du contre-la-montre
  - Skive-Løbet
  - Chrono des Nations-Les Herbiers-Vendée
  - 6e du championnat d'Europe du contre-la-montre
- 2018
  -  Champion du Danemark du contre-la-montre
  -  Champion du Danemark du contre-la-montre par équipes
  - Hafjell GP
  - Chrono champenois
  - Duo normand (avec Rasmus Quaade)
  - Chrono des Nations-Les Herbiers-Vendée
  - 10e du championnat du monde du contre-la-montre
- 2019
  - 2e étape du Tour du Danemark (contre-la-montre)
  - 2e du championnat du Danemark du contre-la-montre
  - 3e du championnat du Danemark du contre-la-montre par équipes
  - 3e du Chrono champenois
  - 9e du championnat d'Europe du contre-la-montre
- 2020
  - 2e du championnat du Danemark du contre-la-montre
- 2021
  -  Champion du Danemark du contre-la-montre par équipes
  - 2e du Chrono des Nations-Les Herbiers-Vendée
  - 3e du championnat du Danemark du contre-la-montre
- 2022
  - 2e du championnat du Danemark du contre-la-montre par équipes
- 2024
  - 3e du Randers Bike Week

## Classements mondiaux
| Année           | 2015 | 2016 | 2017 | 2018 |
| --------------- | ---- | ---- | ---- | ---- |
| UCI Europe Tour | 614e | 268e | 147e | 109e |